# Палаты Волковых — Юсуповых
Пала́ты Во́лковых — Юсу́повых — здание-достопримечательность в Басманном районе Москвы, одно из старейших гражданских зданий города. Находятся по адресу Большой Харитоньевский переулок, дом 21, строение 4. Являются объектом культурного наследия федерального значения.

## История

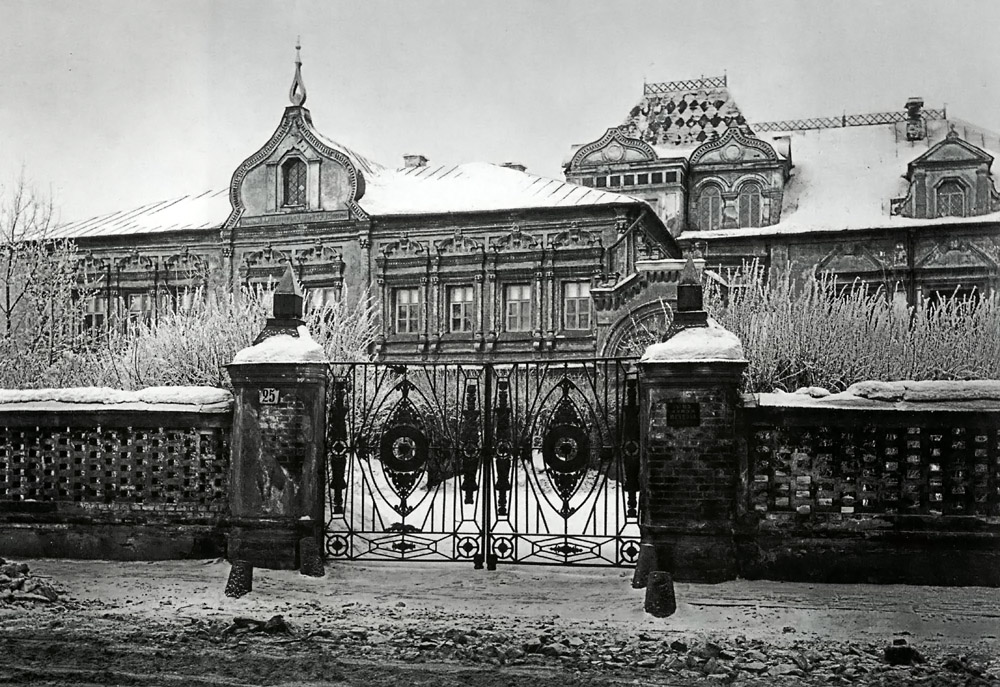
Юсуповский дворец в Москве до перестройки Николаем Султановым (1890-е годы).

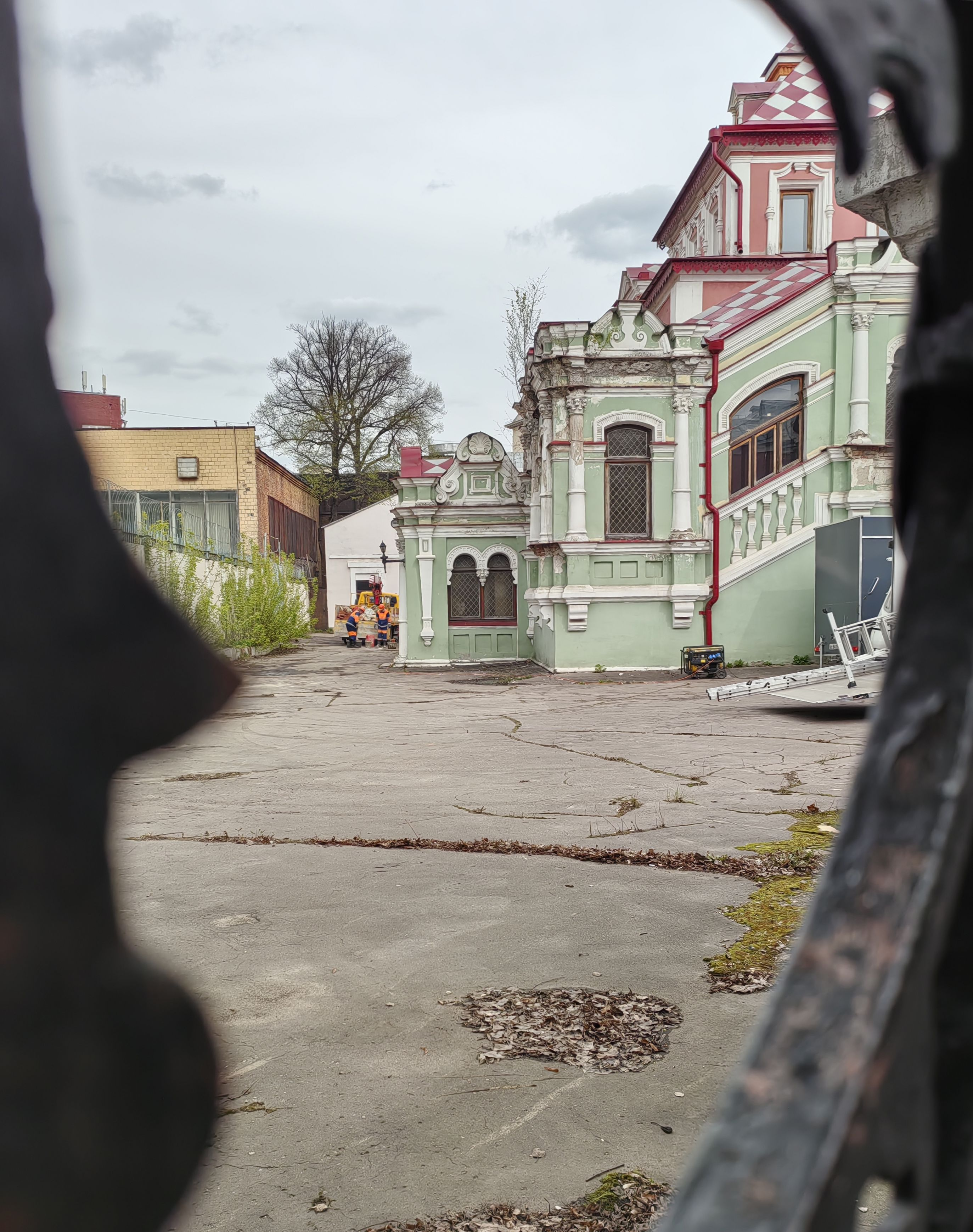
Вид со двора

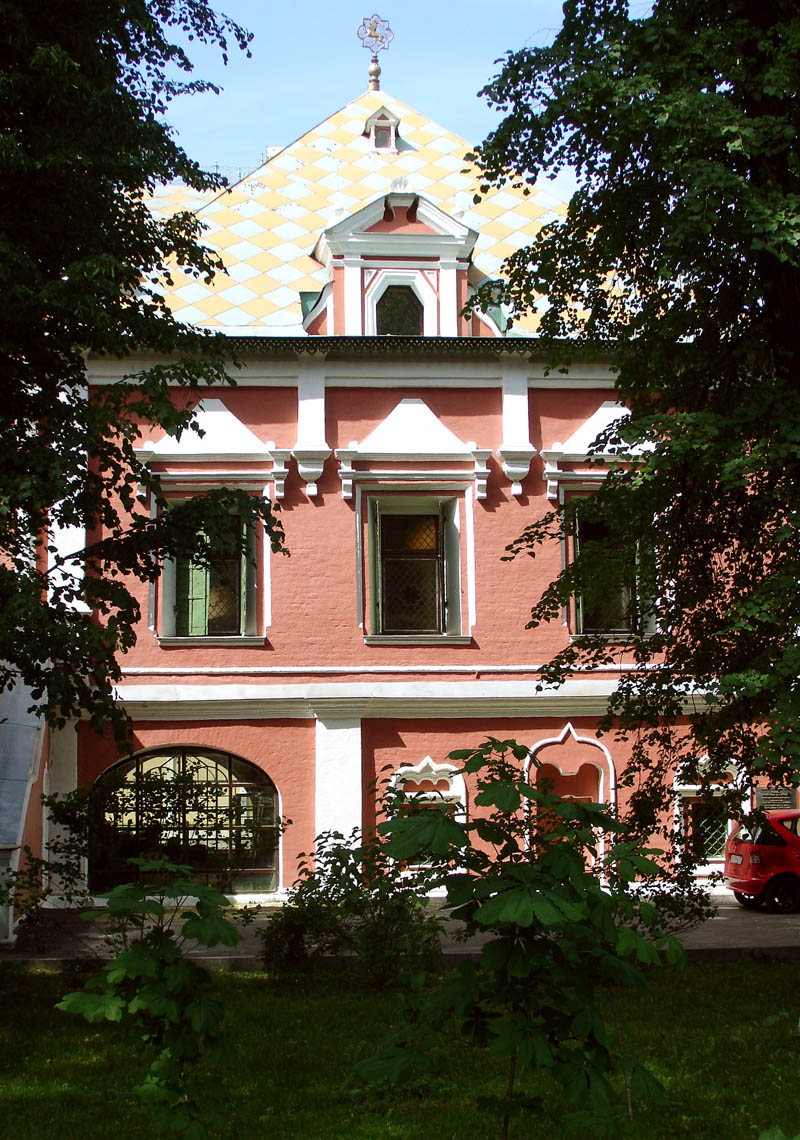
Вид с торца здания.

Юсуповский дворец — одна из самых старых гражданских построек Москвы. Возведение здания относят к XVII веку или началу XVIII, хотя есть подвергаемые сомнению датировки, относящие к концу XV века или 1555 году. Согласно легенде, хозяином этих палат был царь Иван IV Васильевич, и они выполняли роль охотничьего дворца. Однако никаких источников, подтверждающих это, не имеется.
В конце XVII века Пётр I пожаловал дворец второму по рангу после Гаврилы Головкина дипломату петровского времени, вице-канцлеру и кавалеру ордена св. Андрея Первозванного (1719) П. П. Шафирову. В 1723 году император гостил здесь у Шафирова в усадьбе, об этом свидетельствует походный журнал государя.
Следующим владельцем особняка был государственный деятель и дипломат, сподвижник Петра Великого, один из руководителей его секретной службы (Преображенского приказа и Тайной канцелярии), действительный тайный советник граф Толстой. В 1727 году, при правлении Петра II, Толстого отправили в ссылку в Соловецкий монастырь, а здание было изъято.
Участок же достался Алексею Волкову, помощнику Меншикова и обер-секретарю Военной коллегии. Благодаря этому здание имеет название «Палаты боярина Волкова», при том что Волков не имеет никакого отношения к боярам. Но хозяином дворца он оставался меньше года. Меншиков потерял должность, и у Волкова взяли усадьбу. Её хозяином стал князь и генерал-аншеф Григорий Юсупов-Княжев, подполковник Преображенского полка. В начале XIX века здесь проводились светские встречи. С 1801 года по 1803 год здесь, во втором этаже левого флигеля, нанимал квартиру Сергей Львович Пушкин, а вместе с отцом тут жил и будущий великий русский поэт А. С. Пушкин. В юсуповском саду юный Пушкин, как утверждается, видел диковинку, привезенную из Голландии — механического кота на цепи, который, возможно, затем стал прототипом «учёного кота» из поэмы «Руслан и Людмила».
Род Юсуповых владел дворцом на протяжении 190 лет, вплоть до Октябрьской революции 1917 года. Затем здесь находились анархисты.

## Архитектура
Палаты представляют собой несколько зданий на подклетах с сенями и наружными крыльцами вдоль торцов.
В сени второго этажа восточных палат дворца вело Красное крыльцо. Над входом размещались образы святых князей Бориса и Глеба. В конце XVII — начале XVIII века построена Столовая палата. С южной и западной сторон к западной части дворца примыкали одноэтажные хозяйственные строения.
В XVIII при Юсуповых на участке создан фруктовый сад и создана оранжерея, Юсуповский театр. Увеличилась территория, так как к владениям присоединились новые участки и здания.
В конце XIX века архитектором В. Д. Померанцевым была проведена реконструкция, в ходе которой западная часть дворца была расширена, преобразованы фасады и внутренние помещения, пристроен третий этаж.
В 1892 году восточная часть дворца была отреставрирована: увеличилась крутизна крыш и был восстановлен их декор, окна приобрели стёкла с рисунками, напоминающими слюдяные, окрашены фасады.
В 1895 году со стороны двора к дворцу было пристроено новое парадное крыльцо и возведена каменная ограда с воротами. Внутренние стены дворца были украшены росписями по эскизам Н. В. Султанова.
До настоящего времени сохранились фигурные печи начала XVIII века, камин начала XVII века с рисунками и надписями и часть богатого убранства Столовой палаты.
В конце XIX века во дворце располагалась китайская комната. Роскошной отделкой отличались гербовая комната и кабинет.

## Современная история

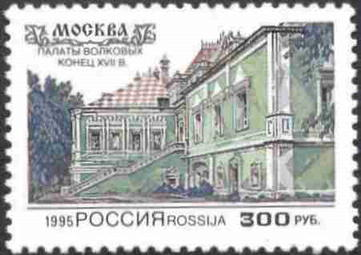
Почтовая марка России

С 1929 года в здании находился президиум ВАСХНИЛ — Академии сельскохозяйственных наук, здесь были рабочие места Николая Вавилова и Александра Чаянова. Впоследствии в доме размещался музей дворянского быта и военно-исторический музей, некоторое время размещался музей «Палаты Волковых — Юсуповых», проводились экскурсии.
В 1987 году во дворце снимались несколько эпизодов из фильма «Гардемарины, вперёд!».
В 2004 году Академия как собственник сдала памятник в аренду ООО «Межрегион НИИ проект», а в 2005 году продала его тому же владельцу. Новый хозяин и инвестор-подрядчик — ООО «Бамо» — начали в интерьерах «реставрационные» работы, повлёкшие утраты и остановленные органами охраны памятников по сигналу общественности. В 2007 году арбитражный суд признал сделку купли-продажи недействительной. Памятник вернулся в собственность Сельскохозяйственной академии, которая в 2015 году объединена с Российской академией наук (РАН). С того же года памятник физически пустует и вымораживается, намерения РАН неизвестны. Росписи первого этажа страдают от увлажнения. Разрушается наружное крыльцо дворового фасада, построенное по проекту Султанова. Палаты внесены в Красную книгу Архнадзора (электронный каталог объектов недвижимого культурного наследия Москвы, находящихся под угрозой), номинация — запустение.

В 2020 году палаты переданы в качестве филиала музею-усадьбе Архангельское.

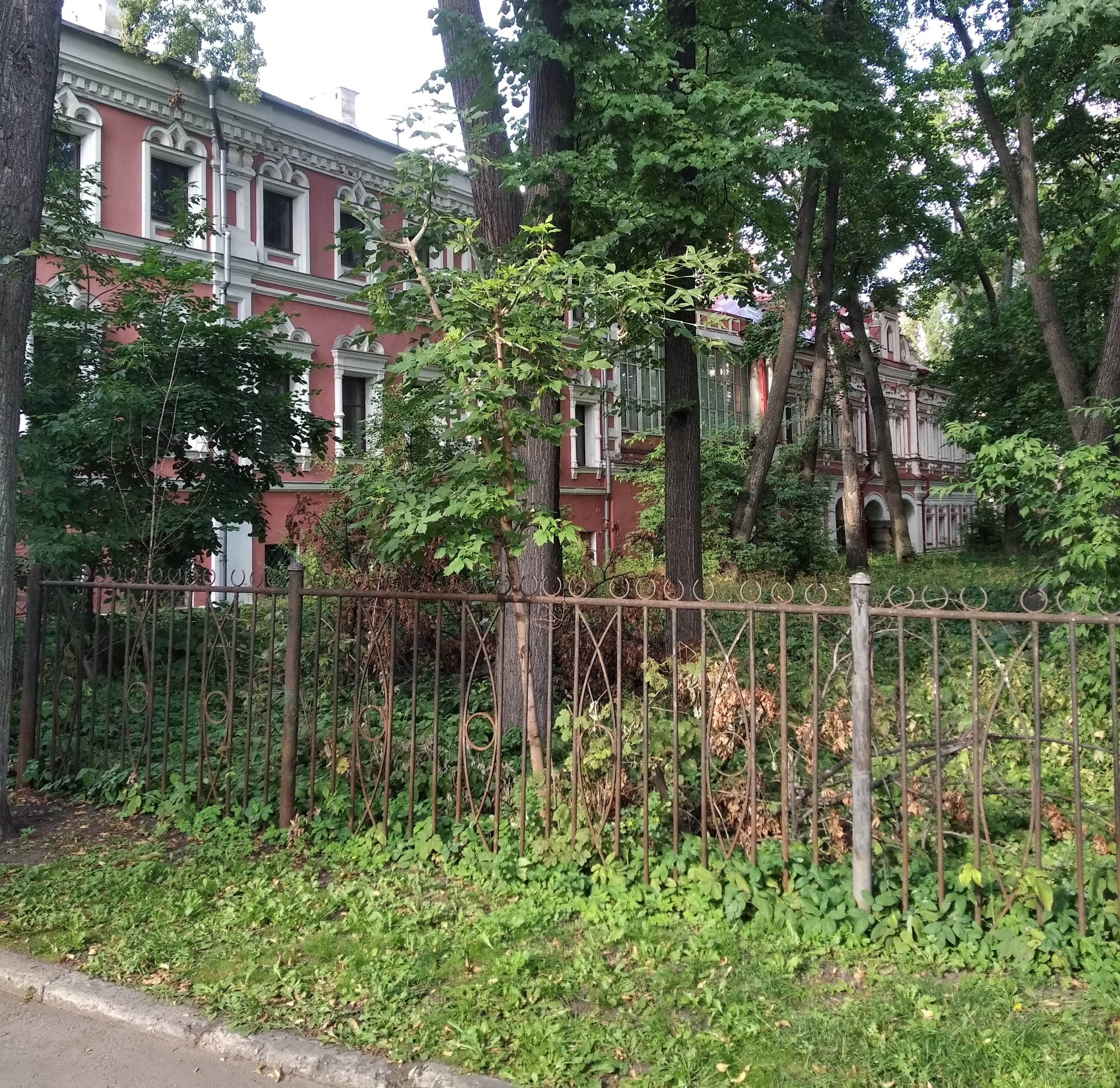
Современный вид здания (август 2024)
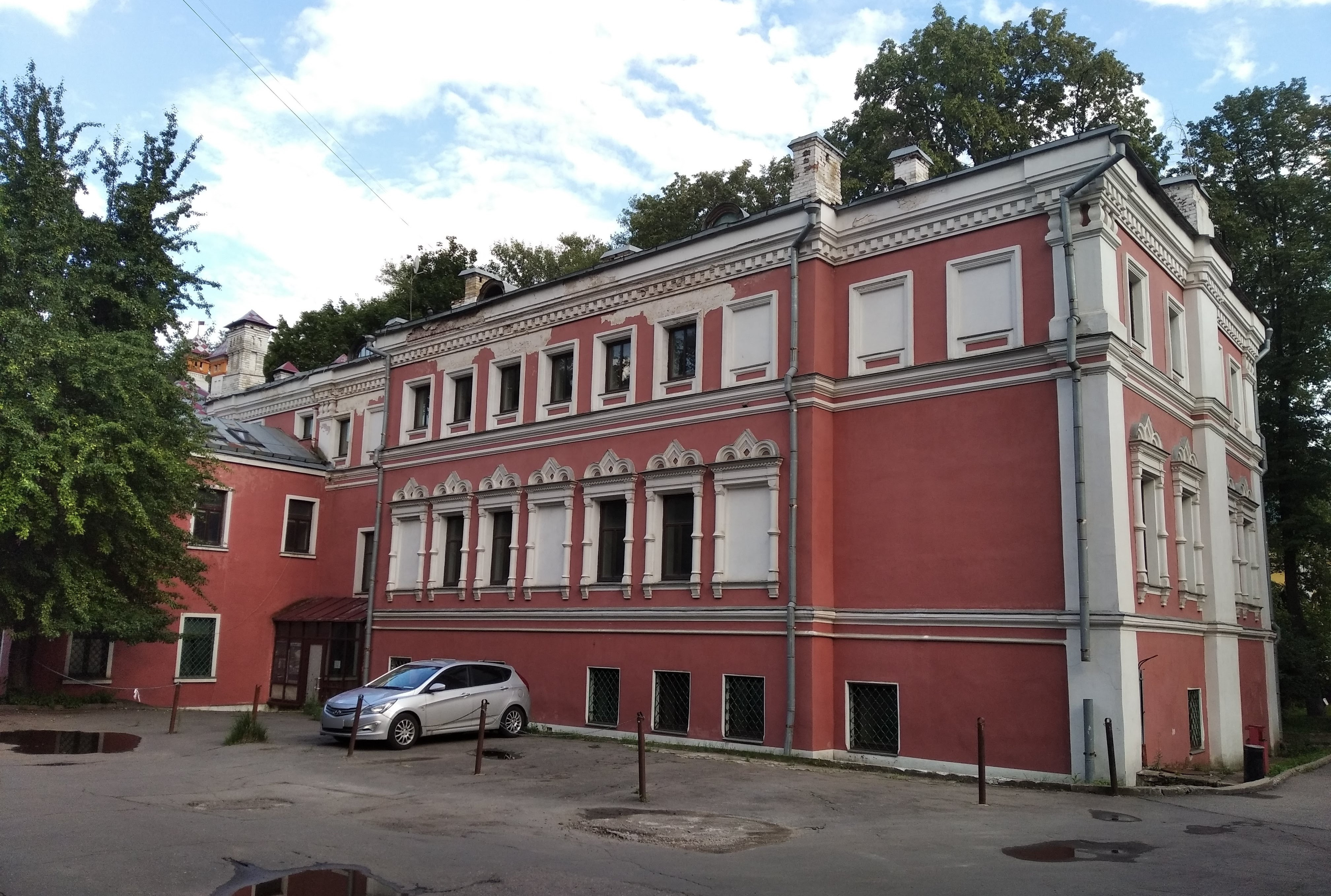
Вид со стороны двора
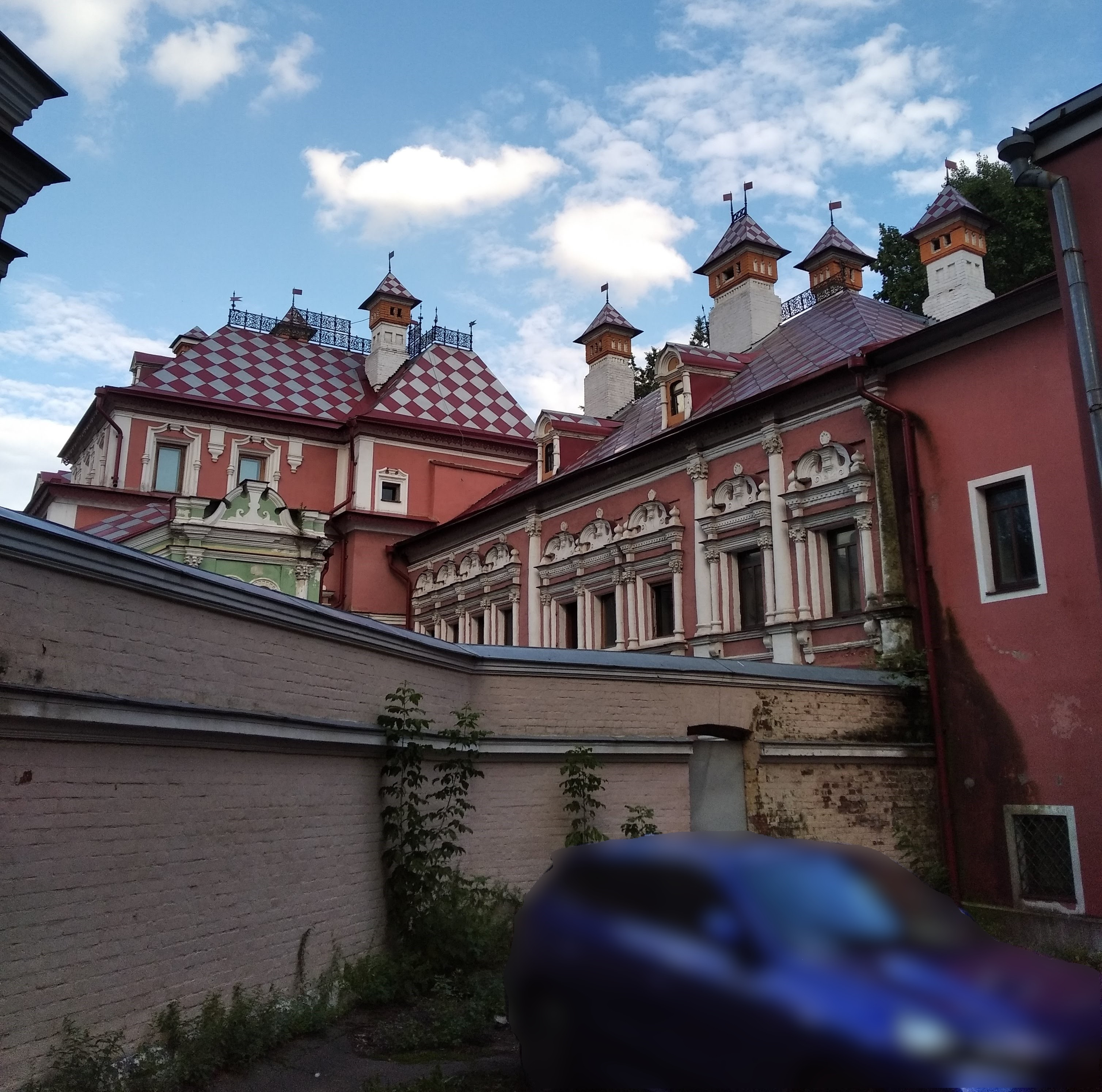
Вид крыши здания со стороны двора